# Papir d'Ipuur
El Papir d'Ipuur (conegut també com a Laments d'Ipuur, Admonicions d'Ipuur o Lamentacions del savi Ipuur) és un poema de l'Antic Egipte escrit en papir, que es conserva en 17 fragments, classificat amb el nom de Papir de Leiden I 344. Es troba custodiat en el Museu Arqueològic Nacional de Leiden, als Països Baixos.
El manuscrit va ser descobert a Memfis, tot i que probablement la seva procedència és Saqqara. Té 378 cm de longitud i 18 cm d'altura. Data del final del segle XIII aC. L'època de la composició del poema es desconeix, però alguns erudits han suggerit que es va escriure durant el Primer període intermedi d'Egipte o entre el final de la Dinastia XII i el Segon període intermedi d'Egipte, cap a 1850 a 1600 aC.
El relat té un referent històric. Mostra la caiguda de l'Imperi Antic d'Egipte, o un lament inspirat pel suposat caos del Segon període intermedi, diversos segles després o, possiblement, una combinació de tots dos successos.
Ipuur, "el príncep Ipu", partidari del vell ordre, descriu un Egipte afligit per desastres naturals i en un estat de caos, un món regirat on el pobre es fa ric, i el ric pobre. La guerra, la fam i la mort estan pertot arreu. Un símptoma d'aquest enfonsament del vell ordre és el lament on els servents abandonen la seva servitud i es comporten amb rebel·lia.
A causa d'això, i d'afirmacions com "el riu és sang", alguns han interpretat el document com un relat egipci de les plagues d'Egipte descrites en el llibre de l'Èxode de l'Antic Testament, i sovint és citat com a prova del text bíblic per algunes organitzacions religioses. El director de cinema nord-americà James Cameron també cita aquest papir com una de les proves del relat bíblic de l'Èxode en el seu documental The Exodus Decoded.
En realitat sembla constituir un gènere literari «pessimista» i de queixes de luenga tradició, del qual es troben ressons en el Disputa entre un home i el seu ba o, molt posteriorment, el Llibre de Job. Un text com aquest es recull en forma molt similar en el lament de Job:
«Que arribi el dia en què la humanitat deixi d'existir, en què els homes no engendrin, en què ja no neixin fills, en què cessi tot soroll sobre la terra i no calgui lluitar més.»